# Roderic O'Conor
Roderic O'Conor, (Castleplunket, 17 ottobre 1860 – Nueil-sur-Layon, 18 marzo 1940) è stato un pittore e incisore irlandese.

## Biografia
Nato nella Contea di Roscommon, Roderic O'Conor studiò pittura sin dai primi anni, frequentando la Metropolitan School of Art di Dublino, quindi la Royal Hibernian Academy, per passare poi all'Ampleforth College nello Yorkshire e infine all'Académie Royale des Beaux Art di Anversa.
Decise quindi di acquisire ulteriore esperienza recandosi in Francia. Giunto a Parigi, e affascinato dalla pittura impressionista, non impiegò molto a decidere che il miglior punto di riferimento era Paul Gauguin ed il suo gruppo di amici e allievi che, varcando i limiti dell'impressionismo, stavano sperimentando il suo superamento.
Raggiunse così Pont-Aven in Bretagna, dove lavorò a stretto contatto con lo stesso Gauguin, con Émile Bernard, Armand Seguin, Paul Sérusier e gli altri membri della "scuola". Passò così alla pittura postimpressionista esprimendosi con molta personalità e sperimentando spesso nuove modalità compositive e nuove tecniche. Espose per diversi anni al Salon d'Autunno.
O'Conor trasse una notevole ispirazione dal tratto pittorico di Van Gogh (si veda ad esempio Paesaggio giallo e La ragazza che rammenda) e dai cromatismi spesso arditi dei vari pittori della scuola di Pont-Aven, ma, a parte queste influenze del tutto tecniche, le sue opere mostrano sempre una particolare e spiccata personalità.
Nel 1883 si recò anche nel Sud della Francia, fra Nizza e Marsiglia, dove realizzò diversi paesaggi, marine e ritratti in interno. 
Peraltro, O'Conor portò sulla tela quasi ogni genere di soggetto: ritratti, nudi, gruppi di persone, paesaggi, nature morte. E
in età già avanzata sposò la sua modella e amante Renée Honta.
O'Conor morì ottantenne a Nueil-sur-Layon, un paesino del Maine e Loira, nel 1940.

## Voci correlate

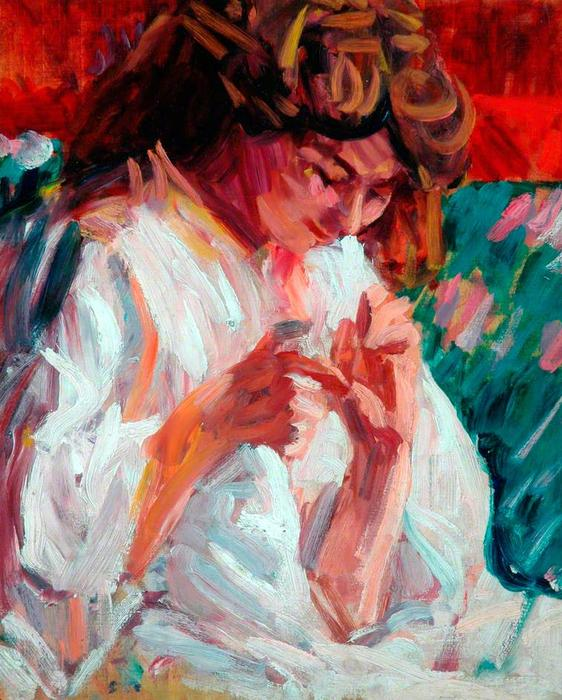
Ragazza che rammenda

## Galleria d'immagini

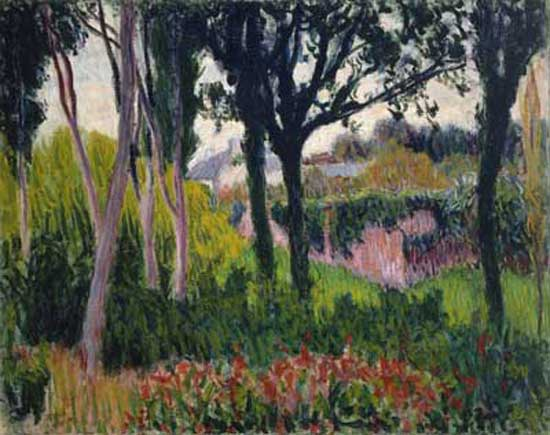
La fattoria di Lezaven
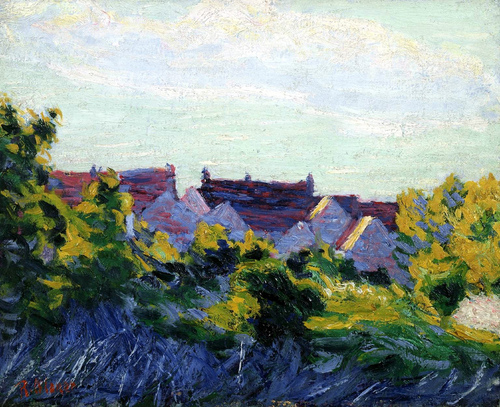
Pont-Aven
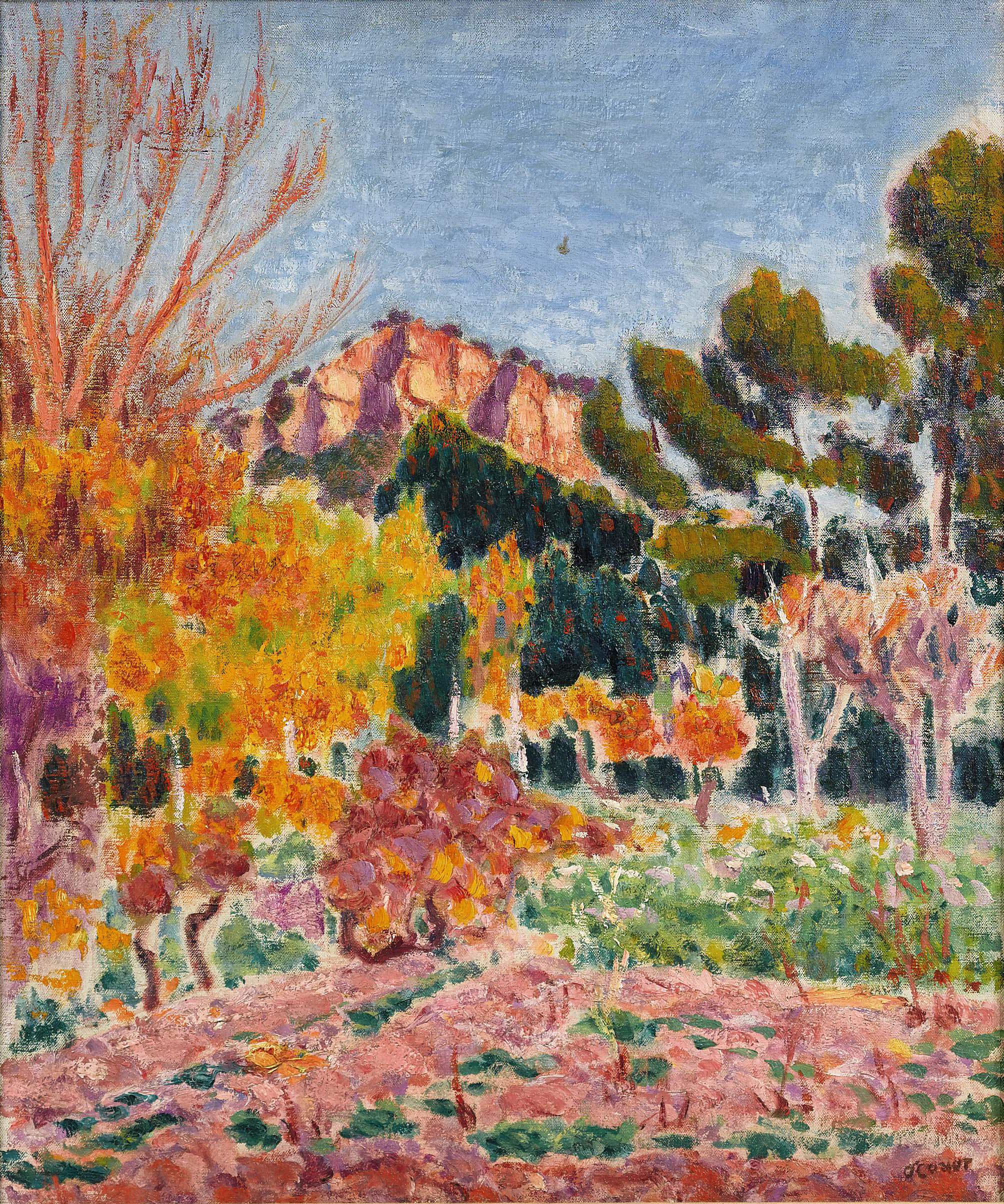
Paesaggio
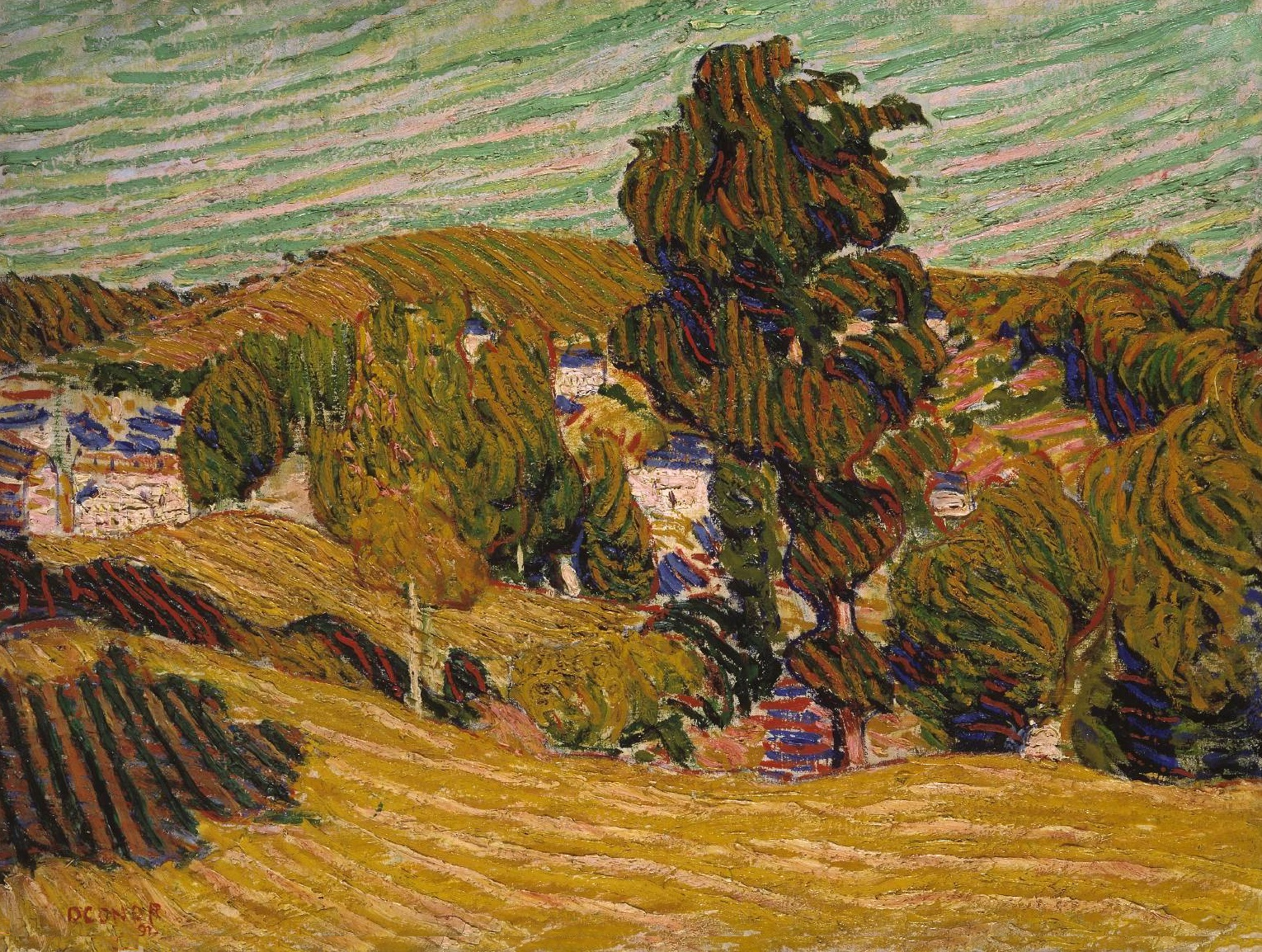
Paesaggio giallo
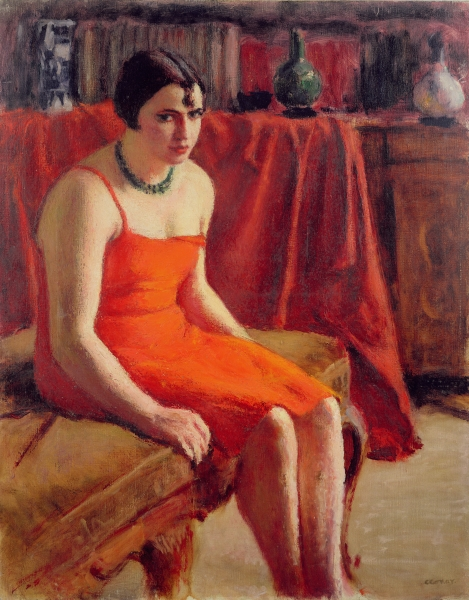
Donna in rosso seduta
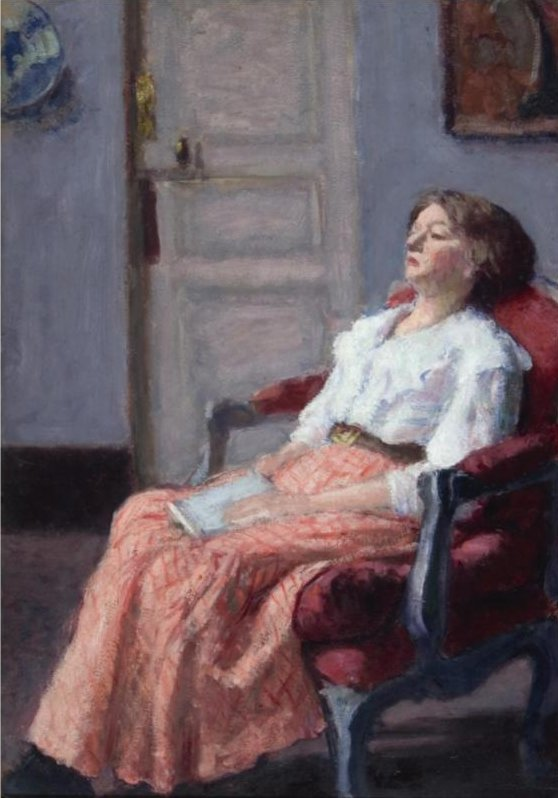
La camicetta bianca
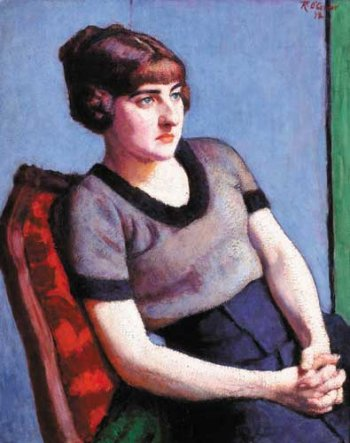
Il corpetto color malva
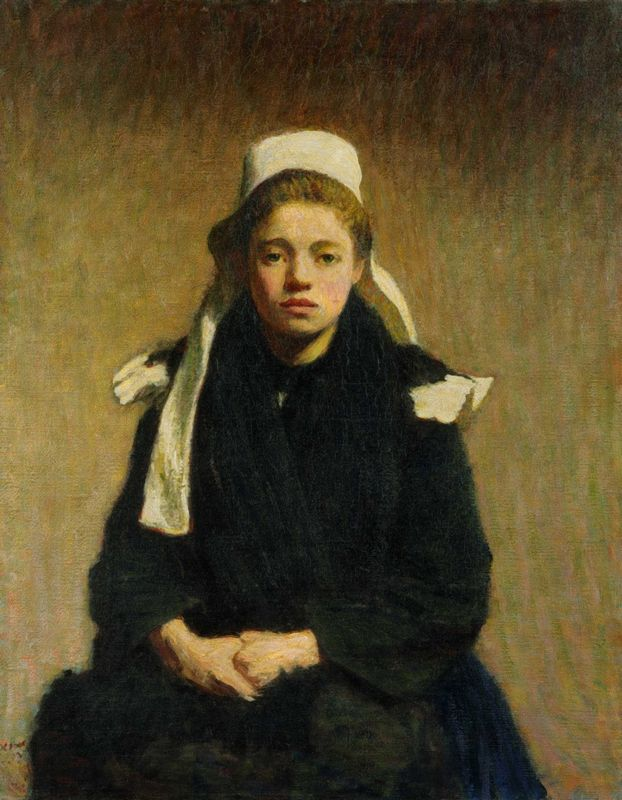
Una giovane bretone
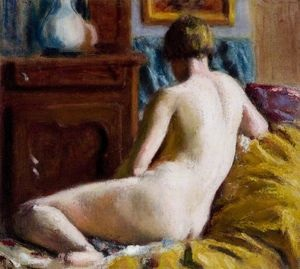
Nudo